# Gepäckabfertigung

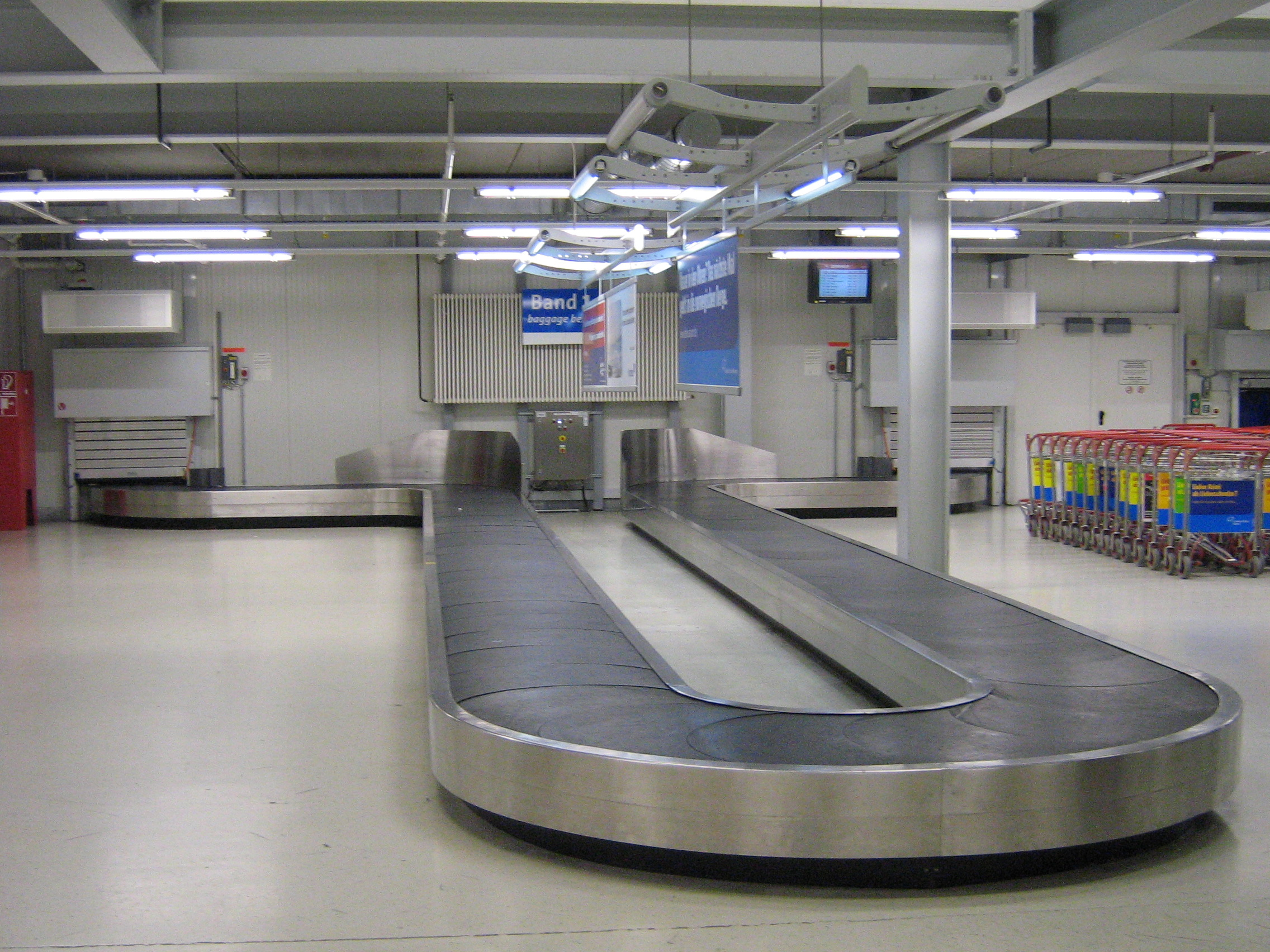
Gepäckausgabeband am Flughafen Frankfurt-Hahn

Die Gepäckabfertigung (englisch baggage handling) ist im Transportwesen die Abfertigung von Reisegepäck durch die Frachtführer oder ihre Dienstleister.

## Allgemeines
Die Gepäckabfertigung des Reiseverkehrs ist von der Güterabfertigung des Güterverkehrs zu unterscheiden. Bei der Gepäckabfertigung wird das Reisegepäck im Zusammenhang mit der Personenbeförderung abgefertigt, die Güterabfertigung ist dagegen eine selbständige Dienstleistung des Güterverkehrs. Eine Gepäckabfertigung gibt es an Bahnhöfen, Flughäfen und Häfen. 

## Bahnhöfe

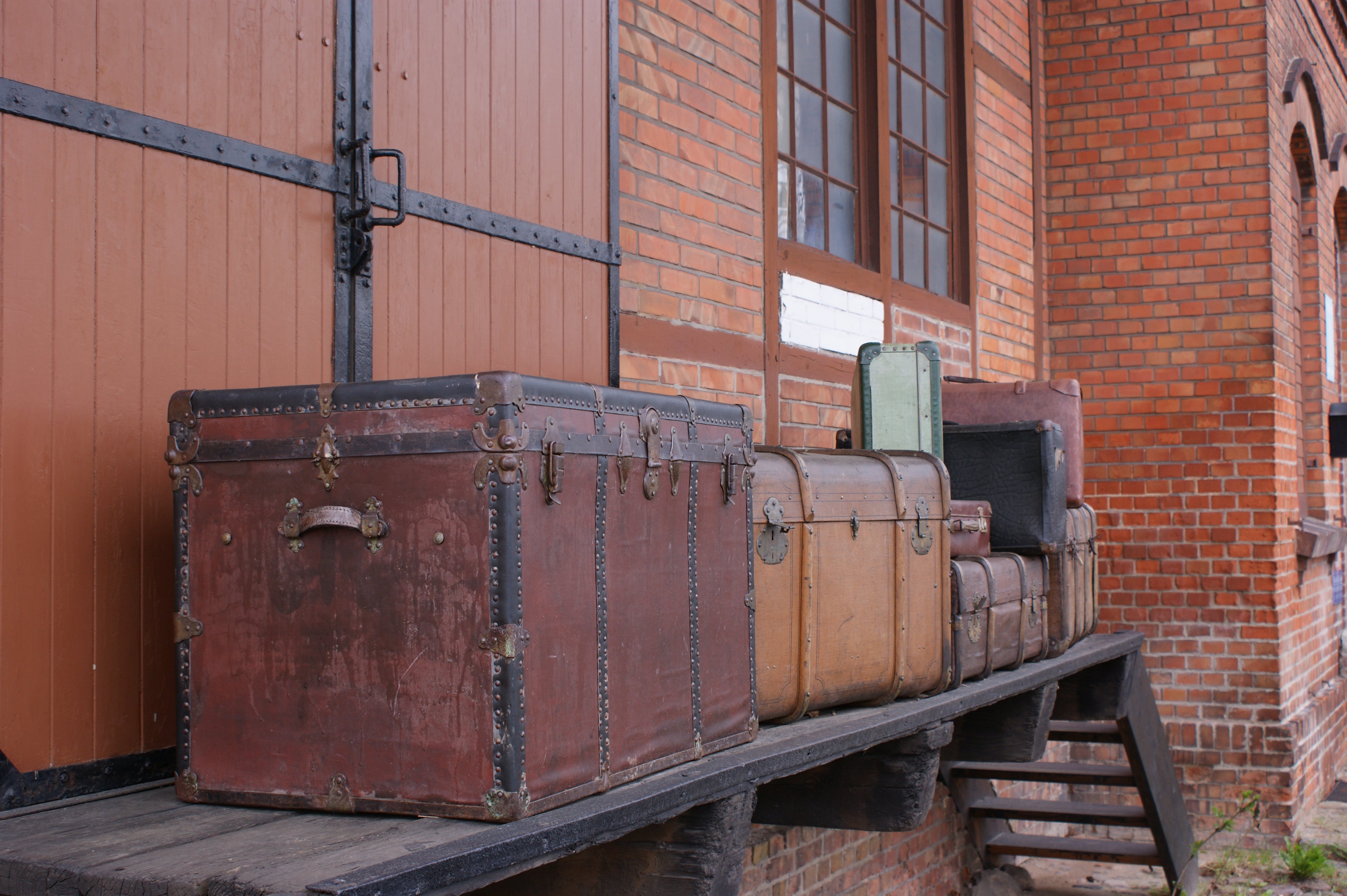
Historisches Reisegepäck

Die Gepäckabfertigung von Reisegepäck war bei der Eisenbahn weit verbreitet. Es gab eine umfassende Regelung über die Abfertigung und Beförderung von Reisegepäck in den §§ 28 ff. Eisenbahn-Verkehrsordnung. Nahezu jeder mit Personal besetzte Bahnhof oder Haltepunkt besaß eine Gepäckabfertigung (Gepa). In kleineren Stationen konnte diese auch mit anderen Dienststellen, etwa der Expressgutabfertigung oder dem Fahrkartenverkauf, zusammengelegt sein, in sehr großen Bahnhöfen konnte die Annahme und Ausgabe des aufgegebenen Reisegepäcks an getrennten Schaltern erfolgen.
Auf Bahnhöfen gibt es heute im Regelfall keine organisatorisch vorgesehene Gepäckabfertigung für Reisegepäck. Vielmehr darf der Reisende sein Gepäck selbst mitführen und im Eisenbahnwagen in dafür vorgesehenen Bereichen verstauen. Spezifische Gepäckwagen oder Gepäcktriebwagen und Gepäckträger gibt es in Industriestaaten kaum noch; sie gehörten bis zur Mitte des 20. Jahrhunderts zur Infrastruktur der Gepäckabfertigung. Einziger verbliebener Service ist das Gepäckschließfach. 

## Flughäfen

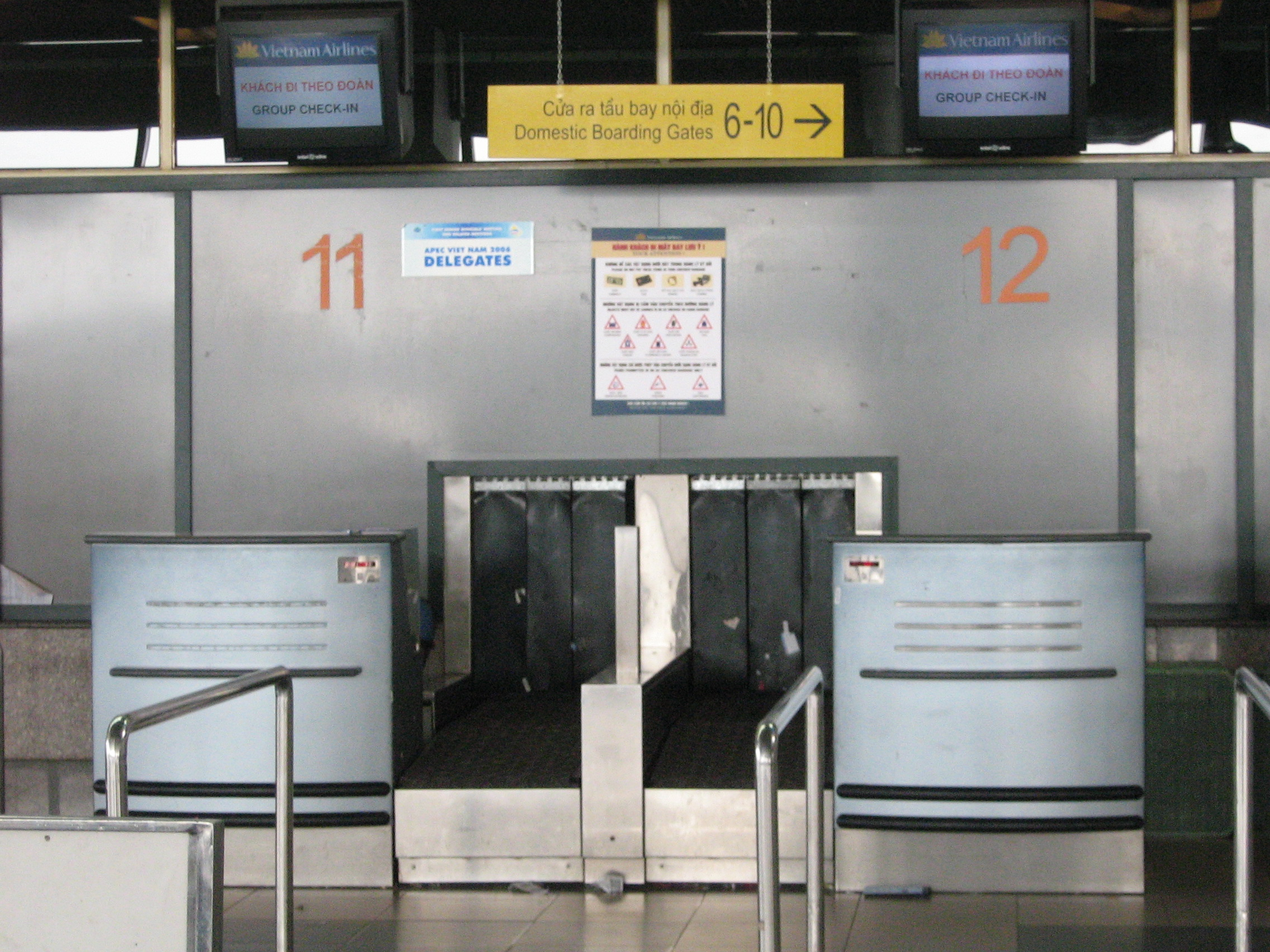
Check-in-Schalter mit Gepäckförderband (Mitte) am Flughafen von Hanoi

Gepäckabfertigung ist im Flugverkehr zwingend, weil Gepäck aus Sicherheitsgründen und wegen des nur begrenzt zur Verfügung stehenden Raums lediglich  in geringem Umfang als Handgepäck mit in die Kabine genommen werden darf. Die Gepäckaufgabe findet in der Regel beim Check-in statt. Die Gepäckausgabe erfolgt bei größeren Flughäfen meist automatisiert und ohne Personal; die Fluggäste nehmen sich das aufgegebene Gepäck selbst von dem Gepäckausgabeband.
An Flughäfen beginnt die Gepäckabfertigung mit der Übernahme des beim Check-in durch den Reisenden aufgegebenen Gepäcks. Der Transport vom Flugsteig zum Flugzeug und das Einladen in das Flugzeug gehören nicht mehr zur Gepäckabfertigung, sondern sind Aufgabe der Vorfelddienste. Die Gepäckabfertigung ist organisatorisch ein Teil des Bodenabfertigungsdienstes (englisch ground handling). Sie endet nach der Landung mit der Gepäckannahme durch den Fluggast (englisch baggage claim).  

## Häfen
Erst der moderne Kreuzfahrttourismus erforderte eine Gepäckabfertigung, die sich weitgehend an der Organisation auf Flughäfen orientiert. Sie erfolgt sowohl bei der Einschiffung als auch bei der Ausschiffung an Seehäfen. Als Organisationsmittel sind Terminals mit Gangways zu den Schiffen erforderlich, die eine effiziente Personen- und Gepäckabfertigung ermöglichen. Viele Seehäfen in der Dritten Welt verfügen noch nicht über die Infrastruktur zur Abfertigung großer Kreuzfahrtschiffe.